# Bone Palace Ballet
Bone Palace Ballet é o segundo disco da carreira da banda Chiodos.

## Faixas
1. "Is It Progression If a Cannibal Uses a Fork?" - 3:26
2. "Lexington (Joey Pea-Pot with a Monkey Face)" - 5:22
3. "Bulls Make Money, Bears Make Money, Pigs Get Slaughtered" - 3:28
4. "A Letter from Janelle" - 3:16
5. "I Didn't Say I Was Powerful, I Said I Was a Wizard" - 4:09
6. "Teeth the Size of Piano Keys" - 3:23
7. "Life Is a Perception of Your Own Reality" - 3:46
8. "If I Cut My Hair, Hawaii Will Sink" - 2:23
9. "Intensity in Ten Cities" - 4:34
10. "The Undertaker's Thirst for Revenge Is Unquenchable (The Final Battle)" -  4:43